# Sambar skvrnitý
Sambar skvrnitý (Rusa alfredi) je malý ohrožený jelen vyskytující se endemitně na Filipínách. V angličtině bývá nazýván též Prince Alfred's deer (jelen prince Alfreda).

## Popis
Jedná se o malého sudokopytníka. Dospělci mají 70 až 80 cm v kohoutku, hmotnost dosahuje 36 až 59 kg. Tmavě hnědý hřbet a boky mu po celý život pokrývají světlé skvrny, díky čemuž je snadno rozpoznatelný od dalších dvou druhů Filipínských jelenů, axise kalamianského a sambara luzonského. Hlava a krk jsou světlejší než zbytek těla, spodní strana brady je zcela bílá. Samci jsou obvykle větší než samice a mají krátké, hrbolaté parohy.

## Chování
Žije společensky v malých skupinkách do osmi jedinců, samci bývají i samotáři. Aktivní jsou hlavně v noci, v tu dobu vycházejí z lesa a pasou se na mýtinách. Někdy se pohybují po místech zasažených požárem, kde spásají specifickou šťavnatou vegetaci.
Říje probíhá od listopadu do prosince, v tuto dobu se samci projevují pro jeleny typickým troubením. Jedno až dvě mláďata se rodí obvykle během května a června. Není známo, jakého věku se tento druh v přírodě obvykle dožívá. 

## Výskyt, ohrožení
Vyskytuje se v zalesněných oblastech ostrovů Panay a Negros, do výšky až 2000 m n. m. Nejčastěji se nachází ve vnitrozemí. Dříve se vyskytoval i na ostrovech Cebu, Leyte, Guiamaras a Samar. Sambar skvrnitý je jedním z nejohroženějších jelenů na světě. Podle průzkumů žil tento druh roku 1991 jen na 5 % původního výskytu. Celková populace byla k roku 2021 odhadnuta na 2500 dospělých jedinců. Poměrně velké množství sambarů však žije v zajetí, v České republice je chová například Zoo Děčín, Zoo Liberec a nově od roku 2024 i Zoo Ostrava. Ohrožuje je kácení lesů kvůli zemědělské půdě půdě a nelegální lov, jak místními domorodci, pro které jsou jeleni zdrojem potravy, tak sportovními lovci.